# Giải vô địch bóng đá nữ Đông Á 2017
Giải vô địch bóng đá nữ Đông Á 2017 là lần thứ sáu Giải vô địch bóng đá nữ Đông Á được tổ chức. Giải được tổ chức ở Nhật Bản từ 8 tới 16 tháng 12 năm 2017.

## Các đội bóng
| Vòng chung kết                                        | Vòng loại 2                                          | Vòng loại 1                                                                                           |
| ----------------------------------------------------- | ---------------------------------------------------- | --- |
| - Nhật Bản (chủ nhà) - CHDCND Triều Tiên - Trung Quốc | - Hàn Quốc - Đài Bắc Trung Hoa (chủ nhà) - Hồng Kông | - Guam (chủ nhà) - Ma Cao - Mông Cổ (rút lui) - Quần đảo Bắc Mariana (Không phải thành viên của FIFA) |

## Vòng loại 1
Vòng loại 1 đã được tổ chức ở Guam.
Tất cả đều là thời gian địa phương (UTC+10).
| VT | Đội                  | ST | T | H | B | BT | BB | HS  | Đ | Giành quyền tham dự |
| -- | -------------------- | -- | - | - | - | -- | -- | --- | - | ------------------- |
| 1  | Guam (H)             | 2  | 2 | 0 | 0 | 10 | 0  | +10 | 6 | Lọt vào vòng loại 2 |
| 2  | Ma Cao               | 2  | 0 | 1 | 1 | 0  | 5  | −5  | 1 |                     |
| 3  | Quần đảo Bắc Mariana | 2  | 0 | 1 | 1 | 0  | 5  | −5  | 1 |                     |

1. 1 2  Thứ hạng của Ma Cao và Bắc Mariana được xét dựa trên điểm thẻ phạt (Ma Cao: không thẻ, Bắc Mariana: hai thẻ vàng).

| Guam                                                    | 5–0      | Ma Cao |
| ------------------------------------------------------- | -------- | ------ |
| Johnson 12' · Kaufman 18', 48' · Surber 22' · Perez 42' | Chi tiết |        |

| Ma Cao | 0–0      | Quần đảo Bắc Mariana |
| ------ | -------- | -------------------- |
|        | Chi tiết |                      |

| Guam                                                    | 5–0      | Quần đảo Bắc Mariana |
| ------------------------------------------------------- | -------- | -------------------- |
| Surber 30', 74' · Kaufman 43' · Willter 44' · Perez 90' | Chi tiết |                      |

### Giải thưởng
| Vua phá lưới                  | Cầu thủ xuất sắc nhất |
| ----------------------------- | --------------------- |
| Samantha Kaufman Paige Surber | Samantha Kaufman      |

## Vòng loại 2
Vòng loại thứ 2 được tổ chức từ ngày 8 đến 14 tháng 11 năm 2016 tại Hồng Kông.
Tất cả theo giờ địa phương (UTC+8).

| VT | Đội               | ST | T | H | B | BT | BB | HS  | Đ | Giành quyền tham dự    |
| -- | ----------------- | -- | - | - | - | -- | -- | --- | - | ---------------------- |
| 1  | Hàn Quốc          | 3  | 3 | 0 | 0 | 36 | 0  | +36 | 9 | Lọt vào Vòng chung kết |
| 2  | Đài Bắc Trung Hoa | 3  | 2 | 0 | 1 | 13 | 10 | +3  | 6 |                        |
| 3  | Hồng Kông (H)     | 3  | 1 | 0 | 2 | 1  | 19 | −18 | 3 |                        |
| 4  | Guam              | 3  | 0 | 0 | 3 | 1  | 22 | −21 | 0 |                        |

| Guam | 0–13     | Hàn Quốc |
| ---- | -------- | --- |
|      | Chi tiết | Jung Seol-bin 9', 23', 33', 48' · Moon Mi-ra 15', 26' · Lee Min-a 40' (ph.đ.), 79' · Kang Yu-mi 55' · Jang Sel-gi 61' · Lee Geum-min 64' · Kwon Eun-som 71' · Cho So-hyun 86' |

| Hồng Kông | 0–5      | Đài Bắc Trung Hoa                                                               |
| --------- | -------- | ------------------------------------------------------------------------------- |
|           | Chi tiết | Lin Ya-han 6', 19' · Pao Hsin-hsuan 31' · Lee Hsiu-chin 64' · Chen Yen-ping 87' |

| Hồng Kông | 0–14     | Hàn Quốc |
| --------- | -------- | --- |
|           | Chi tiết | Lee Geum-min 11', 70', 72' · Lee Young-ju 19', 56' · Lee Min-a 23' (ph.đ.) · Lee Hyun-young 28', 54' · Wong So Han 35' (l.n.) · Choe Yu-ri 61' · Cheung Wai Ki 66' (l.n.) · Kwon Eun-som 69' · Jang Sel-gi 75' · Lee So-dam 84' (ph.đ.) |

| Đài Bắc Trung Hoa                                                                                          | 8–1      | Guam       |
| --- | -------- | ---------- |
| Lai Li-chin 2', 42' · Lee Hsiu-chin 29' · Pao Hsin-hsuan 39' · Lin Ya-han 40', 82', 85' · Yu Hsiu-chin 47' | Chi tiết | Surber 12' |

| Hồng Kông         | 1–0      | Guam |
| ----------------- | -------- | ---- |
| Cheung Wai Ki 13' | Chi tiết |      |

| Hàn Quốc | 9–0      | Đài Bắc Trung Hoa |
| --- | -------- | ----------------- |
| Lee Min-a 13' · Kang Yu-mi 18', 66' · Jang Sel-gi 37' · Lee Geum-min 39' · Jung Seol-bin 60' · Moon Mi-ra 68' · Choe Yu-ri 78' · Cho So-hyun 81' | Chi tiết |                   |

### Giải thưởng
| Cầu thủ ghi nhiều bàn nhất            | Cầu thủ xuất sắc nhất |
| ------------------------------------- | --------------------- |
| Jung Seol-bin Lee Geum-min Lin Ya-han | Lee Min-a             |

## Vòng chung kết
Vòng chung kết tổ chức ở Nhật Bản vào tháng 12 năm 2017.
| VT | Đội                   | ST | T | H | B | BT | BB | HS | Đ | Kết quả |
| -- | --------------------- | -- | - | - | - | -- | -- | -- | - | ------- |
| 1  | CHDCND Triều Tiên (C) | 3  | 3 | 0 | 0 | 5  | 0  | +5 | 9 | Vô địch |
| 2  | Nhật Bản (H)          | 3  | 2 | 0 | 1 | 4  | 4  | 0  | 6 | Á quân  |
| 3  | Trung Quốc            | 3  | 1 | 0 | 2 | 3  | 4  | −1 | 3 | Hạng ba |
| 4  | Hàn Quốc              | 3  | 0 | 0 | 3 | 3  | 7  | −4 | 0 | Hạng tư |

### Kết quả
- Giờ thi đấu là giờ địa phương (UTC+9).

| Trung Quốc | 0–2      | CHDCND Triều Tiên   |
| ---------- | -------- | ------------------- |
|            | Chi tiết | Kim Yun-mi 24', 78' |

| Nhật Bản                                | 3–2      | Hàn Quốc                                   |
| --------------------------------------- | -------- | ------------------------------------------ |
| Tanaka 8' · Nakajima 71' · Iwabuchi 83' | Chi tiết | Cho So-hyun 14' (ph.đ.) · Han Chae-rin 80' |

| CHDCND Triều Tiên | 1–0      | Hàn Quốc |
| ----------------- | -------- | -------- |
| Kim Yun-mi 18'    | Chi tiết |          |

| Nhật Bản   | 1–0      | Trung Quốc |
| ---------- | -------- | ---------- |
| Tanaka 20' | Chi tiết |            |

| Hàn Quốc       | 1–3      | Trung Quốc                                                    |
| -------------- | -------- | ------------------------------------------------------------- |
| Kang Yu-mi 85' | Chi tiết | - Wang Shanshan 18' - Kim Do-yeon 35' (l.n.) - Ren Guixin 90' |

| Nhật Bản | 0–2      | CHDCND Triều Tiên                   |
| -------- | -------- | ----------------------------------- |
|          | Chi tiết | - Kim Yun-mi 65' - Ri Hyang-sim 82' |